# José María Ruiz de la Peña
José María Ruiz de la Peña y Urrutia (Cunduacán, Tabasco - Cunduacán, Tabasco, 1 de julio de 1824). Fue un presbítero tabasqueño que destacó en la política local, y que dentro de sus logros más importantes está el haber sido designado Diputado por Tabasco ante el Segundo Congreso Constituyente de la Nación, en donde solicitó la creación del Estado Libre y Soberano de Tabasco, así como su admisión en la nueva República federal.

## Primeros años
José María Ruiz de la Peña nació en la villa de Cunduacán, Tabasco. Desde joven se inclinó por la actividad sacerdotal, lo que lo llevó a luchar por el desarrollo de Tabasco. Sus esfuerzos lo llevaron a incursionar en la política, al igual que su hermano Agustín Ruiz de la Peña, quien llegaría a ser el primer Gobernador Constitucional de Tabasco en 1825. 

## Diputado por Tabasco
El 2 de noviembre de 1822 La Junta Nacional Instituyente creada por Iturbide al disolver el Congreso, dispuso que Tabasco tuviese su Diputación provincial separada de Yucatán.
Al derrocamiento de Agustín de Iturbide en 1822 se reinstaló el Congreso Nacional a principios de marzo de 1823 y en abril de ese año, se le autoriza a Tabasco contar con una Diputación Provincial, hecho que se consumó al publicarse la Ley electoral para los comicios de diputados al Segundo Congreso Constituyente de la Nación el 17 de junio de 1823, fecha en la que Tabasco queda separado definitivamente de Yucatán.
A finales de diciembre de 1823 la Diputación Provincial de Tabasco eligió a Don José María Ruiz de la Peña como diputado por Tabasco para el Segundo Congreso Constituyente. El 23 de enero de 1824 es aprobada su credencial.

### Solicitud de creación del estado de Tabasco
El 29 de enero Ruiz de la Peña pronunció un emotivo discurso ante el Congreso Constituyente de la Nación, en el que solicitaba que Tabasco fuera considerado un Estado Libre y Soberano, y que fuera incluido como parte de la nueva nación mexicana. En dicho discurso, Ruíz de la Peña hacía una apología de Tabasco, diciendo que: 

"Tabasco tiene más de 60 mil habitantes, un terreno fértil y buena producción de cacao que es muy estimado en Europa, azúcar, pimienta, café del que se consume mucho en Estados Unidos, zarzaparrilla y otros, lo cual, más su situación ventajosa para el comercio, hacen aquella Provincia capaz de formar un estado..."

La solicitud hecha por el Diputado Ruiz de la Peña, fue apoyada en primera instancia por el Diputado por Yucatán Manuel Crescencio Rejón, quien señaló que "Tabasco tenía hombres capaces para su Legislatura como cualquier otro estado, que su población era más numerosa y su comercio más  opulento que el de Yucatán", postura a la que se le unió también el Diputado por Puebla Mariano Barbosa, quien añadió: "Tabasco por su comercio marítimo ha adquirido la ilustración suficiente, cuanta no tienen otros muchos pueblos de la federación".
Al someterse a votación, la solicitud de Ruiz de la Peña fue aprobada, y Tabasco fue aceptado como el estado número 13 fundador de la nueva República Federel. El texto del "Acta Constitutiva de la Federación Mexicana" quedó así:

"Artículo 7º. Los estados de la Federación son por ahora los siguientes: El estado de Guanajuato, el Interno de Occidente compuesto de las provincias de Sonora y Sinaloa, el Interno de Oriente compuesto de las provincias de Coahuila, Nuevo León y Texas, el Interno del Norte, el de México (...) el de Tabasco (...)"
Acta Constitutiva de la Federación Mexicana. 31 de enero de 1824

La firma del Diputado tabasqueño José María Ruíz de la Peña figura al pie del Acta Constitutiva de la Federación.

## Fallecimiento
Don José María Ruiz de la Peña no pudo ver culminada su labor, al no poder asistir a la firma de la nueva Constitución de la República, ya que falleció inesperadamente el 1 de julio de 1824. La primera Constitución mexicana se promulgó el 4 de octubre de 1824 y en ella se reconoce oficialmente al estado de Tabasco como uno de los ya 19 estados del país.
El nombre de José María Ruiz de la Peña está escrito en el Muro de Honor del estado de Tabasco.